# Donja Ljubogošta
Donja Ljubogošta är en ort i Bosnien och Hercegovina.   Den ligger i entiteten Republika Srpska, i den centrala delen av landet, 16 km öster om huvudstaden Sarajevo. Donja Ljubogošta ligger 795 meter över havet och antalet invånare är 418.
Terrängen runt Donja Ljubogošta är huvudsakligen kuperad. Donja Ljubogošta ligger nere i en dal. Runt Donja Ljubogošta är det ganska tätbefolkat, med 67 invånare per kvadratkilometer.. Närmaste större samhälle är Sarajevo, 15,9 km väster om Donja Ljubogošta. 
I omgivningarna runt Donja Ljubogošta växer i huvudsak blandskog.